# Carla MacLeod
Carla MacLeod (* 16. Juni 1982 in Spruce Grove, Alberta) ist eine ehemalige kanadische Eishockeynationalspielerin sowie derzeitige -trainerin. Seit 2022 ist sie Cheftrainerin der tschechischen Frauen-Nationalmannschaft, und seit 2023 Cheftrainerin von PWHL Ottawa. MacLeod ist mütterlicherseits mit der kanadischen Eishockeylegende Maurice Richard verwandt.

## Karriere
Carla MacLeod begann mit dem Eishockeysport in ihrer Heimatstadt und lief ab etwa 1998 für die Calgary Oval X-Treme auf. Mit diesen gewann sie 1998 und 2001 jeweils die kanadische Amateurmeisterschaft bei den Esso Women’s Nationals.

### University of Wisconsin
Zwischen 2001 und 2005 spielte sie für die Wisconsin Badgers, das Eishockeyteam der University of Wisconsin–Madison, in der Western Collegiate Hockey Association (WCHA). Zudem studierte sie an der Universität Rechtswissenschaften. Mit den Badgers erreichte sie einmal das Finalturnier der NCAA, das sogenannte Frozen Four. In ihrer letzten College-Saison erzielte sie in 33 Spielen 35 Scorerpunkte. Für die gezeigten Leistungen erhielt sie die Big Ten Medal of Honor.
2007 beendete MacLeod ihr Studium. In ihrem letzten Jahr an der Universität war sie Assistenztrainerin des Frauenteams. MacLeod und Molly Engstrom unterstützten Trainer Mark Johnson vor allem bei der Analyse der Spielaufnahmen.
In der Saison 2005/06 bereitete sie sich mit dem Team Kanada auf die Olympischen Winterspiele in Turin vor, ehe sie zwischen 2006 und 2009 für die Calgary Oval X-Treme in der Western Women’s Hockey League aktiv war. Mit den Oval X-Treme gewann sie 2007 und 2008 jeweils den WWHL Champions Cup.

### International
Von 2003 bis 2010 gehörte MacLeod zum Kader der kanadischen Nationalmannschaft und nahm mit dieser an einer Vielzahl von Turnieren teil. Im Jahr 2000 lief sie erstmals für das U22-Nationalteam auf; ihre erste Weltmeisterschaft folgte erst 2005, da sie sich 2004 ein Bein gebrochen hatte. Bei diesem Turnier erzielte sie ein Tor und zwei Torvorlagen und gewann am Turnierende die Silbermedaille.
2006 nahm sie erstmals an Olympischen Winterspielen teil. MacLeod erzielte im Turnierverlauf zwei Tore und zwei Torvorlagen und gewann letztlich mit dem Team Canada die olympische Goldmedaille. Am Turnierende wurde sie in das All-Star-Team des Frauenturniers gewählt. Zudem nahm sie zwischen 2007 und 2009 an insgesamt drei weiteren Weltmeisterschaften teil, bei denen sie eine Gold- und zwei Silbermedaillen gewann. Bei der Weltmeisterschaft 2009 wurde sie wertvollste Spielerin ausgezeichnet und abermals in das All-Star-Team gewählt.
Bei den Olympischen Winterspielen 2010 gewann MacLeod ihre zweite Goldmedaille. Anschließend beendete sie, gemeinsam mit Becky Kellar, Gina Kingsbury und Colleen Sostorics, ihre Karriere.

### Als Trainerin
Nach ihrem Karriereende wurde MacLeod Trainerin am Mount Royal University in Calgary und arbeitete parallel in der Öffentlichkeitsarbeit der Royal Bank of Canada.
Ab Februar 2012 unterstützte MacLeod den japanischen Eishockeyverband als Co-Trainerin japanischen Frauennationalmannschaft. Zudem war sie in der Saison 2011/12 Assistenztrainerin der kanadischen U18-Juniorinnen-Nationalmannschaft, mit der sie an der U18-Weltmeisterschaft 2012 teilnahm und die Goldmedaille gewann. Wenige Wochen später nahm sie mit dem japanischen Nationalteam an der Frauen-Weltmeisterschaft 2012 der Division I teil. Während der folgenden Spielzeit qualifizierte sie sich mit den Japanerinnen für die Olympischen Winterspiele 2014 und belegte bei der Weltmeisterschaft 2013 den Platz eins der Division I, so dass das japanische Team in die Top-Division aufstieg. Beim olympischen Eishockeyturnier 2014 belegte MacLeod mit den Japanerinnen den siebten Platz.
Zwischen 2017 und 2021 arbeitete sie als Trainerin an der Edge School, einer auf Sportler spezialisierten High School.
In der Saison 2021/22 war MacLeod Cheftrainerin der Calgary Dinos, der Fraueneishockeymannschaft der University of Calgary. Seit April 2022 ist sie Cheftrainerin der tschechischen Frauen-Nationalmannschaft.
September 2023 wurde sie als Cheftrainerin von PWHL Ottawa eingestellt. Die erste Saison der PWHL fing Januar 2024 an.

## Erfolge und Auszeichnungen
- 1998 Kanadischer Amateurmeister (Esso Women’s Nationals) mit dem Team Alberta (Calgary Oval X-Treme)
- 2001 Kanadischer Amateurmeister mit dem Team Alberta (Calgary Oval X-Treme)
- 2005 Big Ten Medal of Honor
- 2007 WWHL-Champions-Cup-Sieger mit den Calgary Oval X-Treme
- 2008 WWHL-Champions-Cup-Sieger mit den Calgary Oval X-Treme
- 2012 Aufnahme in die Canadian Olympic Hall of Fame

### International
- 2005 Silbermedaille bei der Weltmeisterschaft
- 2006 Goldmedaille bei den Olympischen Winterspielen
- 2006 All-Star-Team der Olympischen Winterspiele
- 2007 Goldmedaille bei der Weltmeisterschaft
- 2008 Silbermedaille bei der Weltmeisterschaft
- 2009 Silbermedaille bei der Weltmeisterschaft
- 2009 Most Valuable Player und All-Star-Team der Weltmeisterschaft
- 2010 Goldmedaille bei den Olympischen Winterspielen

### Als Trainerin
- 2022 Bronzemedaille bei der Weltmeisterschaft
- 2023 Bronzemedaille bei der Weltmeisterschaft

## Karrierestatistik
(Legende zur Spielerstatistik: Sp oder GP = absolvierte Spiele; T oder G = erzielte Tore; V oder A = erzielte Assists; Pkt oder Pts = erzielte Scorerpunkte; SM oder PIM = erhaltene Strafminuten; +/− = Plus/Minus-Bilanz; PP = erzielte Überzahltore; SH = erzielte Unterzahltore; GW = erzielte Siegtore; 1 Play-downs/Relegation; Kursiv: Statistik nicht vollständig)